# Børge Thorkild Jensen
Børge Thorkild Jensen (ur. 31 stycznia 1920 r. w Kopenhadze, zm. 23 maja 1947 r. w Viborgu) – duński funkcjonariusz gestapo, żołnierz SS-Fallschirmjäger-Bataillon 500, a następnie Panzer-Brigade 150 podczas II wojny światowej
Pracował jako cieśla. W 1939 r. wyjechał do pracy w kopalni kriolitu w Ivituut na Grenlandii. Następnie udał się przez Kanadę do USA, gdzie pracował w studiu filmowym Walta Disneya. Próbował bezskutecznie wstąpić zarówno do armii amerykańskiej, jak też kanadyjskiej. W 1941 r. powrócił do okupowanej przez Niemców Kopenhagi. 
Na początku 1943 r. zamieszkał w Hornbæk, gdzie nawiązał kontakt z organizacją „Dannevirke”, zajmującą się zabójstwami członków ruchu oporu. Jesienią tego roku wstąpił ochotniczo do Waffen-SS. Przeszedł 2-tygodniowe specjalne przeszkolenie wojskowe dla żołnierzy SS-Jagdverbände w zamku Friedenthal pod Oranienburgiem. Następnie powrócił do Kopenhagi, rozpoczynając służbę w Gestapo. Na przełomie lat 1943/1944 r. ponownie szkolił się w zamku Friedenthal, tym razem przez 2 miesiące. 15 lutego 1944 r. powrócił do Kopenhagi. Został odkomenderowany do służby w Gestapo w Aalborgu, a następnie w Aarhus. W kwietniu tego roku po raz trzeci trafił na szkolenie do zamku Friedenthal. Stamtąd dostał przydział do SS-Fallschirmjäger-Bataillon 500. W jego szeregach został wysłany do Jugosławii, gdzie walczył z komunistyczną partyzantką. Po rozwiązaniu batalionu w październiku 1944 r., został żołnierzem sławnej Panzer-Brigade 150 pod dowództwem SS-Obersturmbannführera Ottona Skorzeny’ego. W grudniu 1944 r. uczestniczył w niemieckiej ofensywie w Ardenach jako dywersant w amerykańskim mundurze. 
Na początku stycznia 1945 r. dostał urlop, podczas którego powrócił do Danii. W ojczyźnie postanowił zdezerterować i ukrył się na wyspie Ærø. Został jednak schwytany i aresztowany, a następnie wysłany z powrotem na front zachodni. Uczestniczył w walkach do 2 maja 1945 r., kiedy dostał się do niewoli amerykańskiej. Jednakże udało mu się zbiec z obozu jenieckiego, po czym przedostał się do Danii. 1 października zgłosił się do nowych władz duńskich, ale aresztowano go i uwięziono. 7 października 1946 r. po procesie w Aalborgu skazano go na karę śmierci. W grudniu tego roku otrzymał kolejny wyrok śmierci. 12 maja 1947 r. zostały one potwierdzone przez sąd najwyższy. Wyrok został wykonany przez rozstrzelanie 23 maja tego roku w Viborgu.